# Rock and Roll Ain't Noise Pollution
«Rock and Roll Ain't Noise Pollution» (en español: «El rock and roll no es contaminación acústica») es una canción y un sencillo de la banda australiana de hard rock AC/DC. 
La canción forma parte del álbum de estudio de 1980, titulado Back in Black, y fue el cuarto sencillo lanzado del álbum. La canción alcanzó el número 15 en las listas de sencillos del Reino Unido, la posición más alta de cualquier canción del álbum.

## Antecedentes
La banda comenzó a trabajar en el álbum tan sólo tres días después del funeral de Bon Scott, cantante original de la banda. Malcolm Young explicó más tarde que pensó: "Bueno, a la mierda con esto, yo no voy a sentarme y quedarme abatido durante todo el año de mierda. " Así que llamé a Angus y le dije: '¿Quieres volver y ensayar?' ". 
El álbum fue grabado con Brian Johnson, quien se unió oficialmente a AC/DC el 8 de abril de 1980. Angus Young dijo que, "Sabíamos que si a Bon le gustaba, él debía ser bueno, porque a Bon no le gustaba mucha gente".
La canción también aparece en los álbumes recopilatorios de videos como No Bull (1996), Family Jewels (2005) y Plug Me In (2007), y también aparece en el álbum recopilatorio Bonfire (1997). 
La canción aparece en el álbum tributo de 2003 realizado por varios artistas homenajeando a la banda, titulado Back in Baroque: The String Tribute to AC/DC, y también la banda de death metal Six Feet Under realizó en 2004 un cover de la canción para su álbum Graveyard Classics 2, al igual que Alex Gibson, que también realizó un cover en 2008 para su álbum Rockabye Baby! Lullaby Renditions of AC/DC. 
La canción también apareció en un comercial para Nike en 2006.

## Significado
Esta canción fue escrita en respuesta al gobierno de Nueva Zelanda, que en 1980 había comparado la música de AC/DC como una "contaminación musical". 
El grupo dice a través de esta canción que "El rock and roll no es contaminación musical", en inglés Rock 'n' Roll Ain't Noise Pollution, de allí su nombre.

## Lista de canciones

### Vinilo de 7"(Reino Unido)
Todas las letras escritas por Angus Young y Malcom Young, toda la música compuesta por AC/DC. 
| Lanzamiento promocional |                                       |          |  |
| N.º                     | Título                                | Duración |  |
| 1.                      | «Rock and Roll Ain't Noise Pollution» | 4:12     |  |
| 2.                      | «Hells Bells»                         | 5:10     |  |

### Vinilo de 12"(Reino UnidoyAustralia)
Todas las letras escritas por Angus Young y Malcom Young, toda la música compuesta por AC/DC. 
| Lanzamiento promocional |                                       |          |  |
| N.º                     | Título                                | Duración |  |
| 1.                      | «Rock and Roll Ain't Noise Pollution» | 4:12     |  |
| 2.                      | «Hells Bells»                         | 5:10     |  |

## Posicionamiento en las listas
| Lista (1980)        | Posición |
| ------------------- | -------- |
| Irish Singles Chart | 15       |
| UK Singles Chart    | 15       |

## Personal
- Brian Johnson: Voz.
- Angus Young: Guitarra.
- Malcolm Young: Guitarra rítmica.
- Cliff Williams: Bajo.
- Phil Rudd: Batería.